# دیتلو لوشر
دیتلو لوشر (انگلیسی: Detlev Lauscher; ۳۰ سپتامبر ۱۹۵۲ – ۱۵ ژانویهٔ ۲۰۱۰) بازیکن فوتبال اهل آلمان بود.
از باشگاه‌هایی که در آن بازی کرده‌است می‌توان به باشگاه فوتبال لوتسرن، باشگاه فوتبال گراس‌هاپر زوریخ، باشگاه فوتبال کلن، و باشگاه فوتبال بازل اشاره کرد.